# Аль-Шибани (церковь)
Церковь Аль-Шибани — религиозный и культурный центр XII века, расположенный в районе Эль-Джаллум Древнего города Алеппо, Сирия. 

## История
Здание построено в XII веке. К концу XVI века оно было частью владений османского вали Алеппо. Спустя много десятилетий, в XVII веке, это место выкупила семья аль-Шибани.
В XIX веке зданием владели францисканские миссионеры Марии, где они основали первый колледж в Алеппо, «Колледж Терре-Сент» вместе с близлежащей церковью. Строительство всего комплекса было завершено в 1879 году. Колледж сыграл значительную роль в образовательной и культурной жизни Алеппо и Сирии.
В 1937 году колледж Тер-Сент был перенесен в новый район (в настоящее время известный как район аль-Фуркан), и функционировал до 1967 года, когда он был преобразован в «Институт по набору партизан» Арабской социалистической партии Баас.
Позднее здание аш-Шибани перешло в государственную собственность сирийского правительства и превратилось в табачный склад. Он функционировал до 2001 года, пока не был разработан новый план по возрождению здания в рамках сирийско-германского сотрудничества, финансируемого Федеральным министерством экономического сотрудничества и развития Германии. В декабре 2006 года были завершены работы по восстановлению здания. После этой масштабной реконструкции здание стало уникальным местом проведения культурных мероприятий и выставок, а в первом зале здания размещена постоянная экспозиция, посвященная процессу реставрации.
Здание состоит из двух этажей с большим двором на территории. В здании имеется множество выставочных залов, используемых для различных целей. 
В здании также расположены главные офисы Гете-Института и Службы культуры Ага Хана.

## Галерея

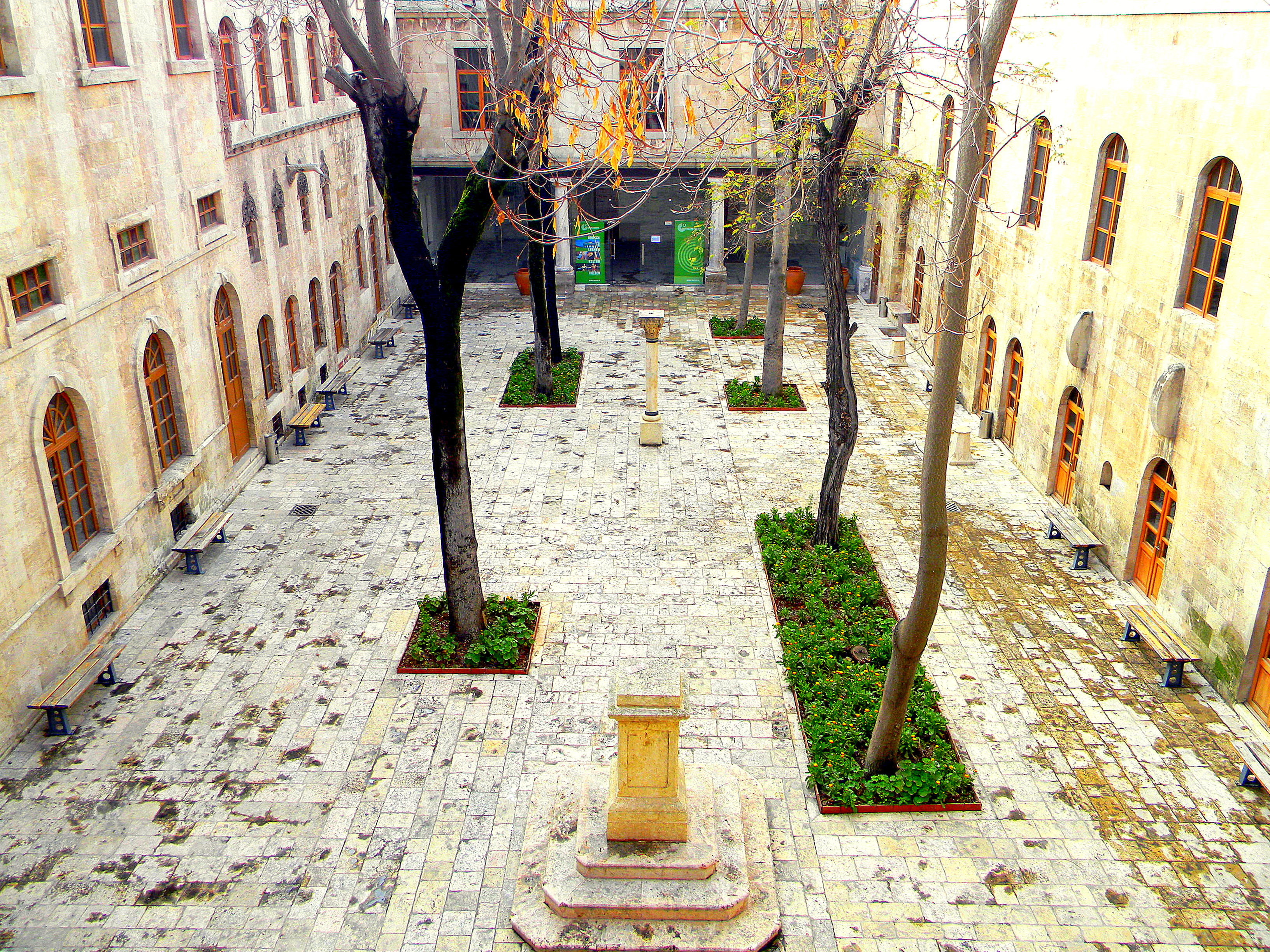
Общий вид
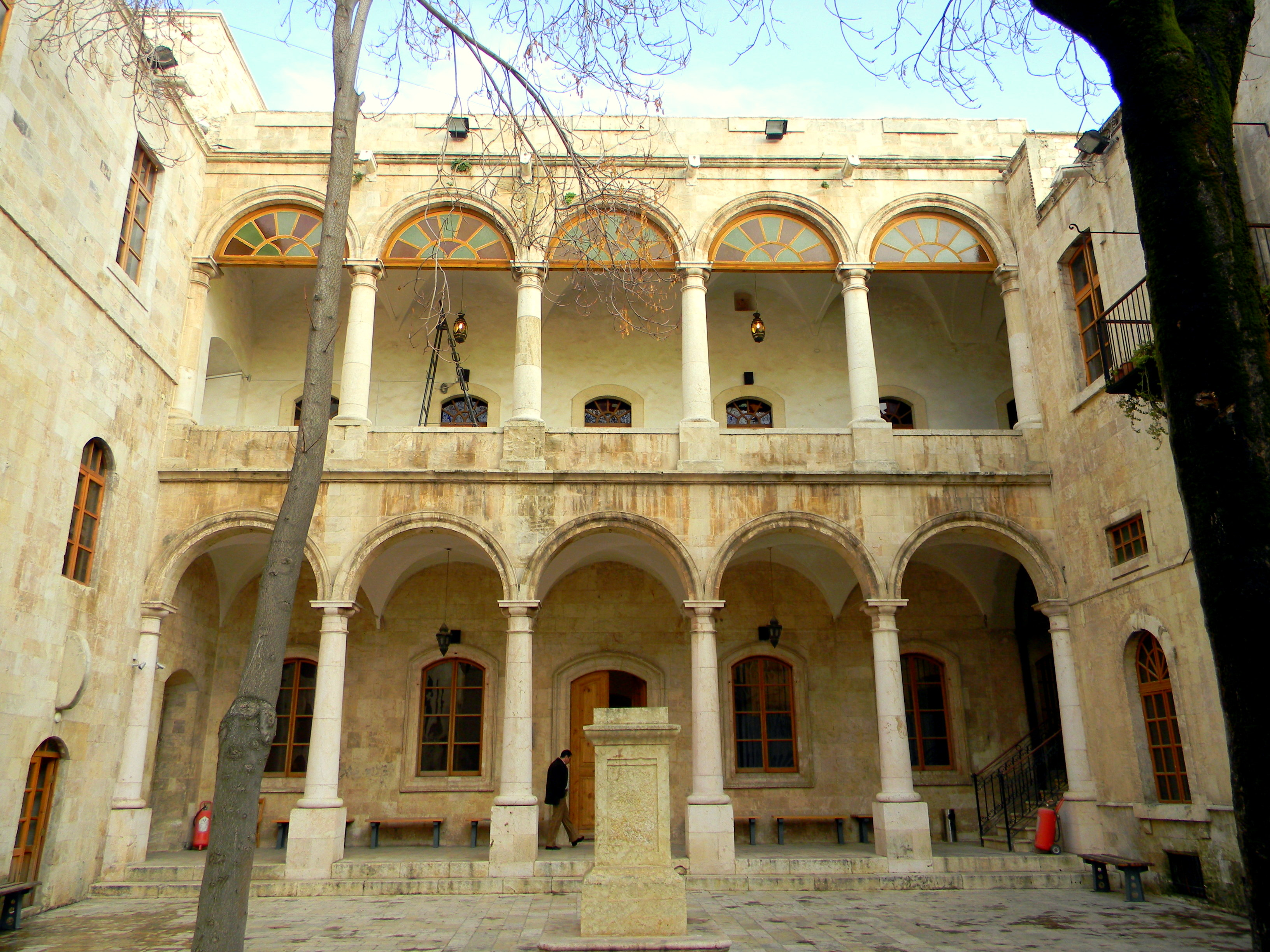
Главный фасад
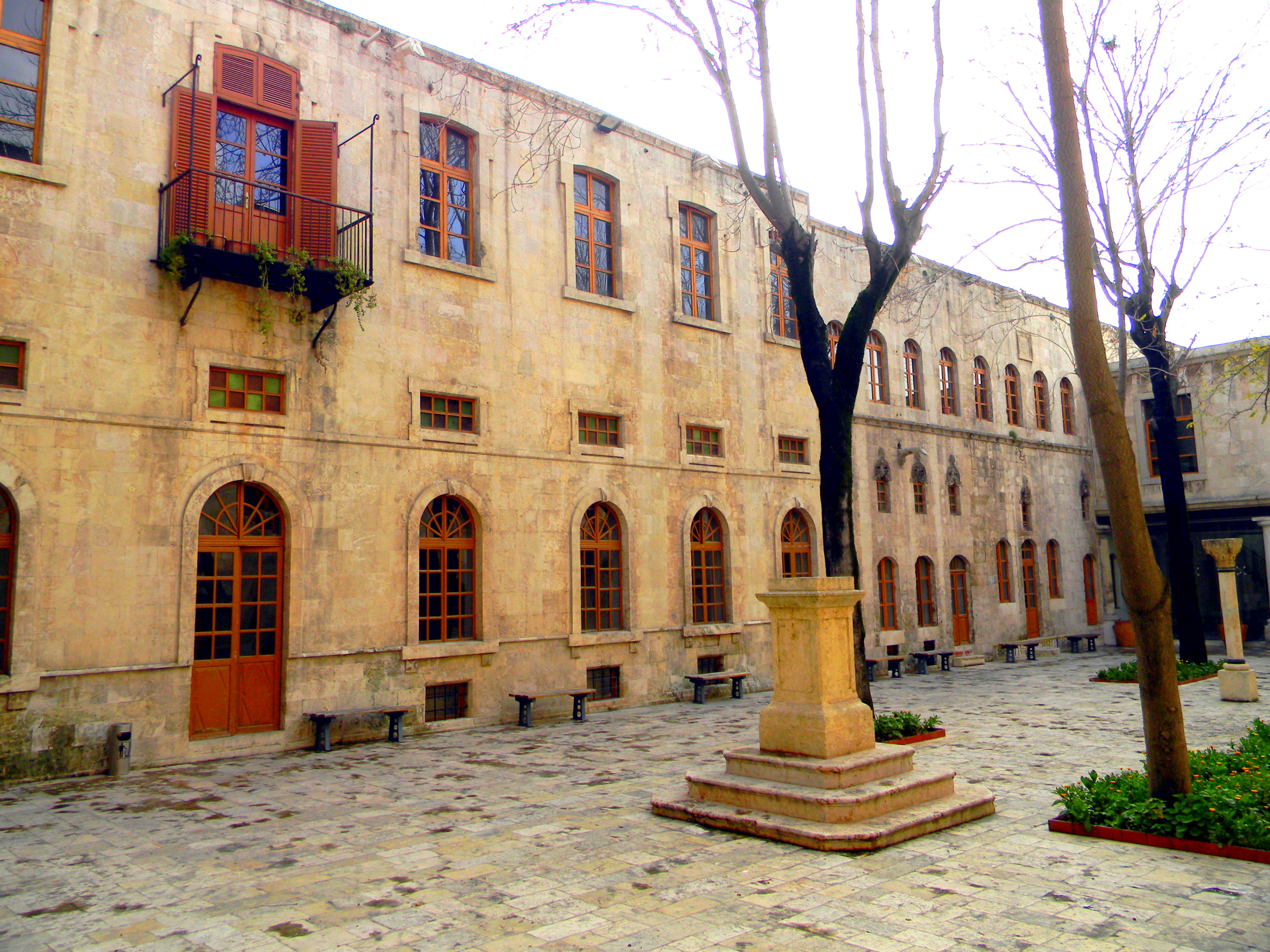
Двор
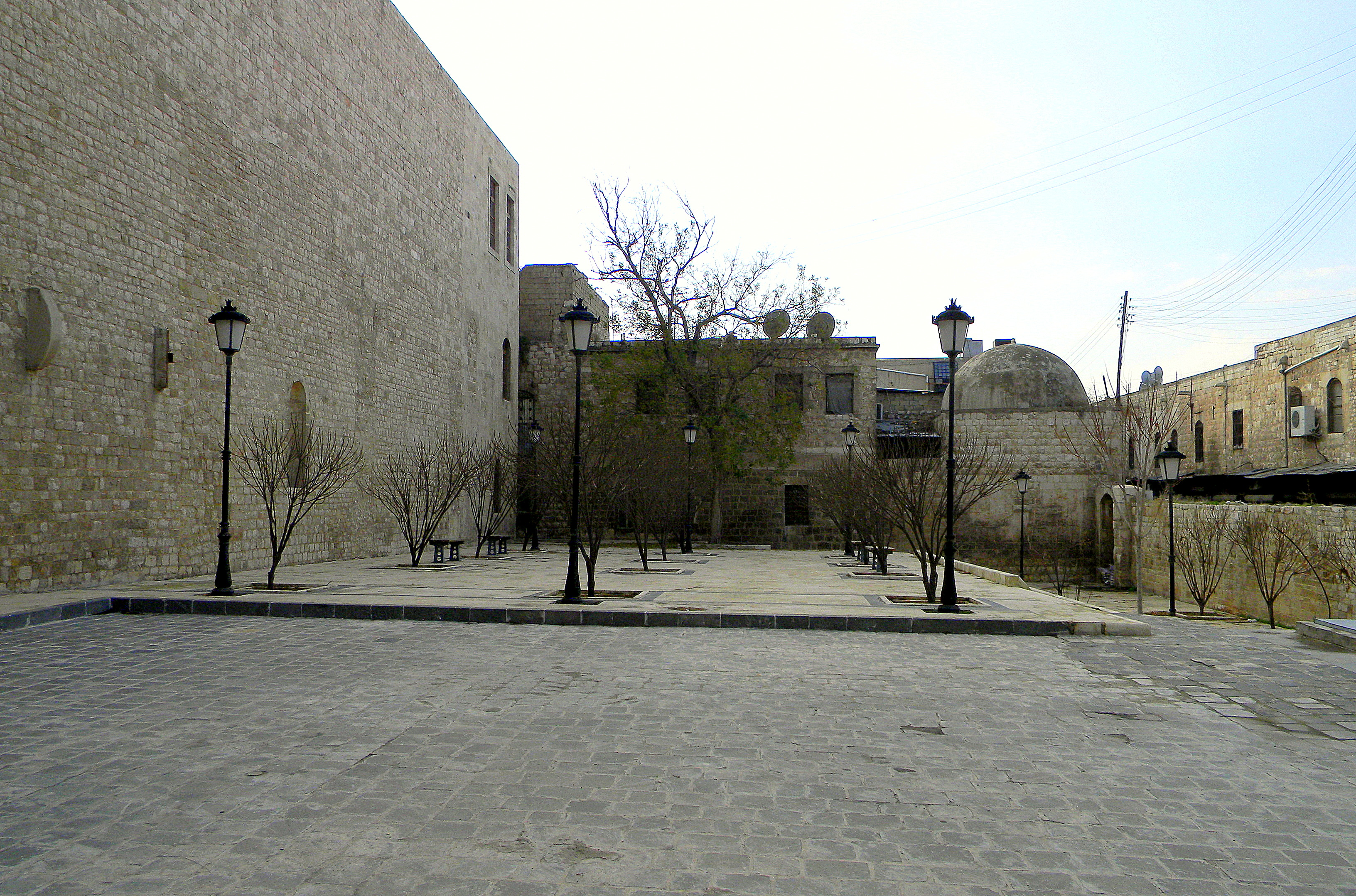
Внешний двор
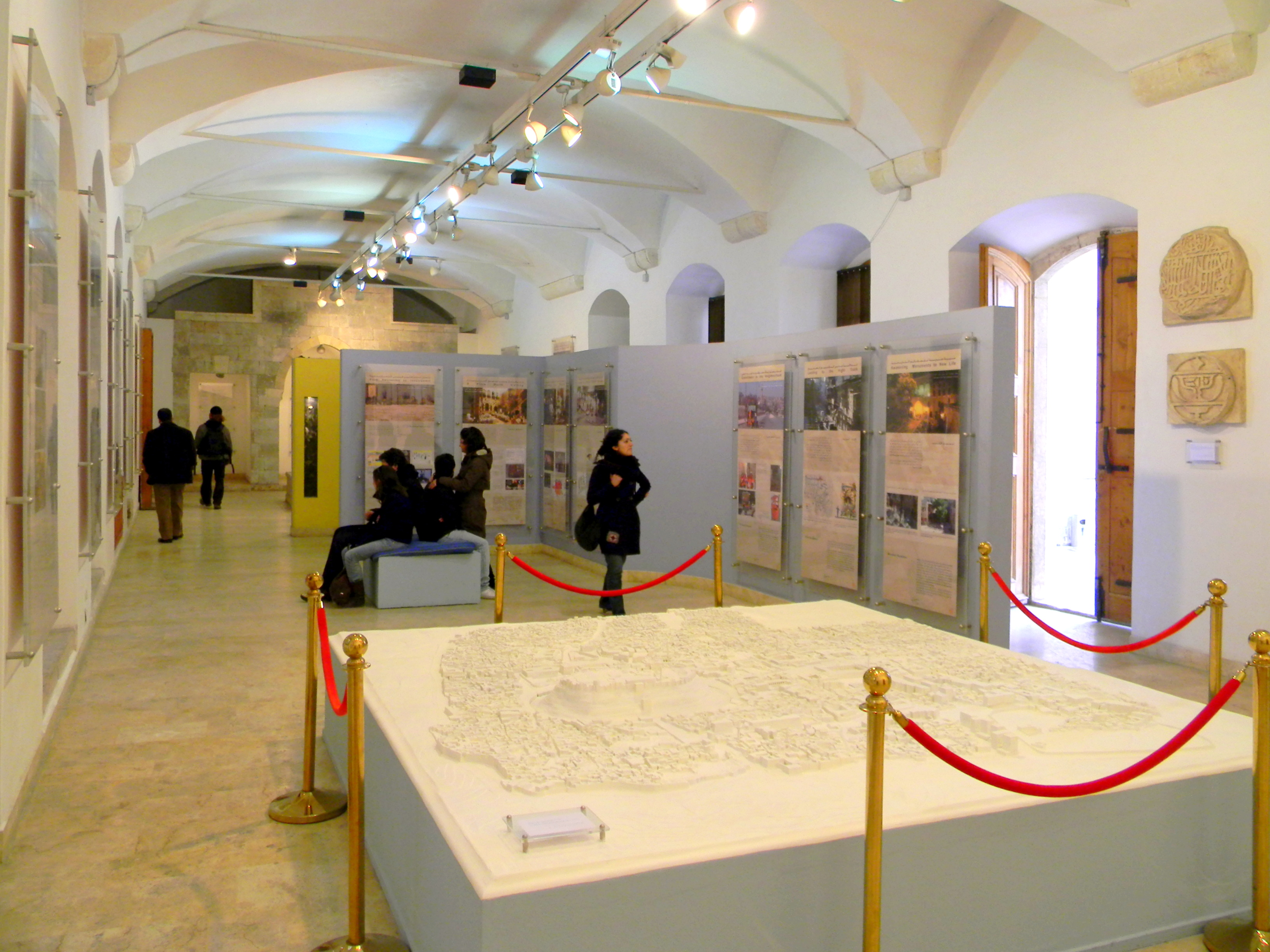
Постоянная экспозиция истории Алеппо